# Кванг Чи
Кванг Чи (виј. Quang Tri) је једна од 58 покрајина Вијетнама. Налази се у региону Северна Централна Обала. Заузима површину од 4.760,1 km². Према попису становништва из 2009. у покрајини је живело 598.324 становника. Главни град је Đông Hà.